# Justine o les dissorts de la virtut

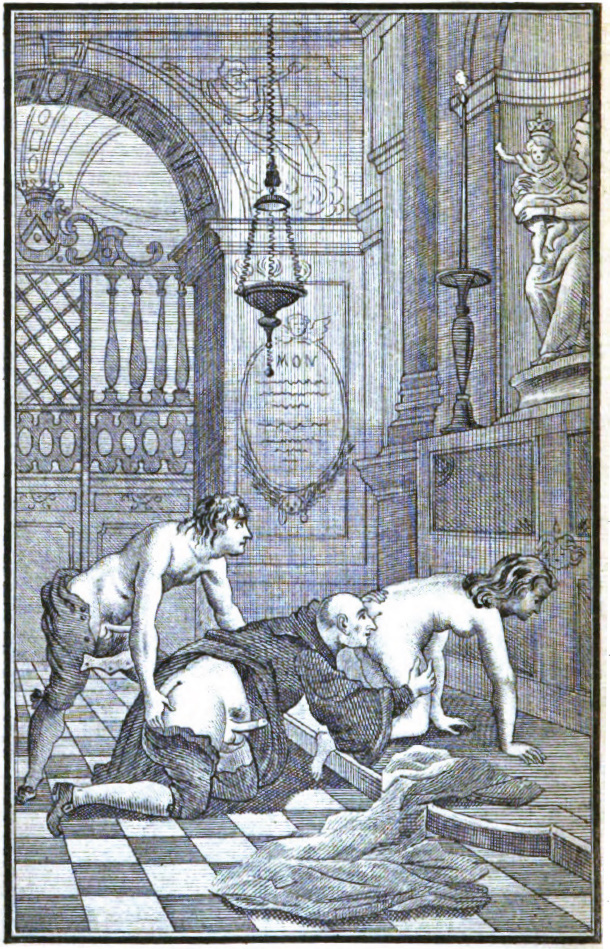
Una orgia dins el Monestir (gravat de l'edició de 1797).

Justine o les dissorts de la virtut (en francès: Justine ou les Malheurs de la vertu) és una novel·la pornogràfica escrita pel Marquès de Sade el 1788, i primera publicada en vida de l'autor, el 1791. Per aquest llibre, l'autoria del qual Sade va negar, l'escriptor va acabar empresonat a Charenton-le-Pont.
L'obra narra les desventures de Justine des dels seus orígens fins a la més completa degradació personal i material a mans de distints personatges que van superant-se, al llarg de la novel·la, en perversió i desmesura els uns als altres.
Estructuralment, la narració presenta una circularitat de situacions que es van repetint-se: Justine cau en mans de distints captors que apareixen, al principi, com a salvadors però que traïxen la seva confiança inicial ràpidament. Quan Justine descobreix, horroritzada, la veritable naturalesa dels seus interlocutors s'embardissa amb ells en un debat ideològic i moral en el qual, sistemàticament, les seves posicions són refutades per la brillantor dialèctica dels seus adversaris, els quals estan sincerament convençuts, sempre, de la coherència i veritat de les seves opinions i conductes.

## Versions de l'obra
L'obra és el resultat de l'acumulació de tres versions diferents.

### Les dissorts de la virtut
Acabada el 8 de juliol de 1787 després de quinze dies de treball, Les dissorts de la virtut és un conte de caràcter filosòfic, amb una protagonista, Sofia, i unes peripècies en què ja estan delimitats els trets definitius del que va ser, posteriorment, Justine. Aquesta obra estava pensada per ser dins d'una obra més àmplia, Contes i faules. L'any següent, Sade decideix tornar a elaborar la història, convertint-la en una novel·la.

### La nova Justine o els dissorts de la virtut, seguida de la història de Juliette, la seva germana
Tercera versió de la història, en la qual s'introdueix el personatge de Juliette, la seva germana i rival. Aquest nou treball amplia més encara les dissorts de Justine, tragèdies que es veuen magnificades pel contrast que representa el ràpid i fulgurant ascens social de la depravada Juliette.
La segona part, la vida de Juliette, està narrada en primera persona, i es presenten personatges reals de l'actualitat, com ara el Papa, reis, reines, etc., presentant-les com a depravats consumats.

### Versions facsímil de l'edició de 1797
- La nouvelle Justine ou Les malheurs de la vertu: Ouvrage orné d'un frontispiece et de 40 sujets gravés avec soin, Volumen 1, 1797.
- La nouvelle Justine ou Les malheurs de la vertu: Ouvrage orné d'un frontispiece et de 40 sujets gravés avec soin, Volumen 2, 1797.
- La nouvelle Justine ou Les malheurs de la vertu: Ouvrage orné d'un frontispiece et de 40 sujets gravés avec soin, Volumen 3, 1797.
- La nouvelle Justine ou Les malheurs de la vertu: Ouvrage orné d'un frontispiece et de 40 sujets gravés avec soin, Volumen 4, 1797.

### Obra completa
- Sade, Marqués de. L'œuvre du Marquis de Sade : Zoloé, Justine, Juliette, la Philosophie dans le boudoir, Oxtiern ou les Malheurs du libertinage : pages choisies, comprenant des morceaux inédits... / introd., essai bibliographique et notes par Guillaume Apollinaire, 1912.